# Hentriacontaan
Hentriacontaan is een lange verzadigde organische verbinding met als brutoformule C31H64. De stof komt voor als een vaste stof, die door hydrofobe eigenschappen onoplosbaar is in water. Het is wel goed oplosbaar in de meeste organische oplosmiddelen, zoals benzeen, di-ethylether, ethanol, aceton en tolueen. De verbinding kent 10.660.307.791 structuurisomeren.

## Voorkomen
Hentriacontaan wordt aangetroffen in een aantal planten, waaronder de erwt (Pisum sativum) en Arabische gom. Het maakt tot 9% deel uit van bijenwas.